# Караччоло, Тристано
Триста́но Караччо́ло (итал. Tristano Caracciolo, лат. Tristanus Caracciolus, родился в Неаполе в 1430-е годы, умер в Неаполе между 1515 и 1528 годами) — неаполитанский гуманист, автор исторических трудов и нравоучительных посланий к современникам, впервые опубликованных в XVII веке.

## Биография
Тристано Караччоло родился между 1434 и 1439 годом, наиболее вероятно в 1437 году, в многодетной семье обедневших потомков влиятельного патрицианского рода. К XV веку род Караччоло уже распался на множество семей, объединявшихся лишь славным именем. Дед Тристано служил камергером при дворе короля Владислава, один из братьев Тристано стал священником и достиг епископского сана, другой брат выбрал военную карьеру. В возрасте пятнадцати лет Караччоло и сам хотел вступить в войско короля Альфонсо, но этому воспрепятствовал отец, нуждавшийся в помощнике и наследнике-мужчине. После смерти отца Тристано возглавил семейство и стал опекуном над своими семью сёстрами, которых надо было выдать замуж и снабдить приданым. Сам Караччоло был женат дважды; в первом браке родилась единственная дочь, во втором — четыре дочери и четыре сына.
Из-за семейных хлопот ему не довелось получить образование; он начал восполнять пробелы в знаниях лишь в зрелом возрасте. Его первые литературные опыты датированы 1472 годом. Круг учителей и товарищей Караччоло установить невозможно; бесспорно лишь, что он был хорошо знаком с Джовании Понтано и, вероятно, был действительным членом Академии Понтаниана. Круг интересов Караччоло составляли, прежде всего, классическая латынь, античная философия и этика, и учение отцов церкви. Отрицая схоластику, он всю жизнь оставался консерватором и в вопросах религии, и в вопросах этики и общественного устройства.
Дата смерти Караччоло достоверно не известна. Различные источники называют и 1515, и 1517, и даже 1528 годы — что не удивительно, учитывая количество его современников-однофамильцев и полных тёзок. Наиболее точный источник — налоговые документы его старшего сына — датирует смерть 22 мая 1522 года.

## Сочинения
Караччоло никогда не публиковал свои работы и не пытался распространять свои взгляды; тем не менее до наших дней дошли рукописи двадцати четырёх его сочинений. В 1733 году Лудовико Муратори опубликовал тринадцать из них в XXII томе Rerum Italicarum scriptores; два века спустя они вошли в болонское переиздание собрания Муратори.
Самая ранняя работа Караччоло, «В защиту неаполитанского нобилитета» (1480), полемизировала с написанным за сорок лет до того памфлетом Поджо Браччолини «О благородстве» (1440). Браччолини упрекал знать в праздности и мотовстве; Караччоло (как и его предшественники Леонард Хиосский, Грегорио Коррер и Лауро Квирини) выступил в защиту своего сословия. Знать, утверждал Караччоло, — опора правосудия и общественного порядка. Знать сторонится коммерции именно потому, что отдаёт все силы защите верховной власти и законности.
Караччоло возлагал большие надежды на Альфонса II — первого короля Арагонской династии, родившегося в Неаполе, — и ожидал от него большего, чем при его предшественниках, вовлечения неаполитанской знати в управление королевством. Надежды не сбылись: в 1501 году независимое неаполитанское королевство пало, и после череды испано-французских войн город Неаполь перешёл под управление испанцев. В послании 1507 года Караччоло описал экономические и социальные невзгоды, обрушившиеся на город при новой власти. Главной причиной кризиса, писал Караччоло, было падение монархии и ликвидация королевского двора — главного игрока местной экономики. Знать, опасаясь новых бедствий, сократила расходы и сосредоточилась на накоплении и сохранении богатств, что усугубило кризис. Караччоло не скрывал недовольства новым режимом (особенно попытками ввести в Неаполе инквизицию), но предпочёл не бороться с ним, а приспособиться к нему. Главной темой его нравоучительных посланий этого периода стало искусство добиваться успехов при дворе и избегать придворных интриг.
С течением времени Караччоло изменил мнение о неаполитанском дворянстве. В своём самом известном труде, «О превратностях Фортуны», он изложил глубоко пессимистическое, фаталистское мнение о ходе истории, восходящее к словам Соломона: «оглянулся я на все дела мои, которые сделали руки мои, и на труд, которым трудился я, делая их: и вот, всё — суета и томление духа, и нет от них пользы под солнцем!» (Книга Екклесиаста, 2:11). Главными примерами, доказывающими тщетность земной «суеты», для Караччоло стали биографии королей Арагонской династии. Поверхностный взгляд, писал Караччоло, увидит в истории Альфонсо Великодушного лишь триумф, но на пути к нему Альфонс пережил гражданскую войну, смерть брата, войны и восстания в Италии. Не менее успешному королю Ферранте довелось пережить своих уже взрослых сыновей. Советники Ферранте Петруччи и Коппола, достигнув высших придворных почестей, подняли против короля мятеж; они не только погибли сами, но и погубили свои семьи. Наследники Фердинанда Альфонсо II, Феррандино и Федериго оказались неудачниками, и в итоге потеряли Неаполитанское королевство. Человек, писал Караччоло, не должен обольщаться временным успехом.